# Capnia potikhae
Capnia potikhae är en bäcksländeart som beskrevs av Zhiltzova 1996. Capnia potikhae ingår i släktet Capnia och familjen småbäcksländor. Inga underarter finns listade i Catalogue of Life.